# Elecciones estatales de Roraima de 2022
Las elecciones estatales en Roraima en 2022 se llevaron a cabo el 2 de octubre. Los electores con derecho a voto eligieron un gobernador, un vicegobernador, un senador, 8 diputados federales y 24 estatales. El actual gobernador en funciones es Antonio Denarium, de Progresistas (PP), elegido gobernador en 2018 y reelecto en primera vuelta. Y con la aprobación de la Enmienda Constitucional N° 111, finalizará el 6 de enero de 2027. Para la elección al Senado Federal, Hiran Gonçalves, de PP.

## Calendario electoral
| Calendario electoral       | Calendario electoral                                                                      |
| -------------------------- | ----------------------------------------------------------------------------------------- |
| 15 de mayo                 | Inicio del financiamiento para precandidatos                                              |
| 20 de julio al 5 de agosto | Convenciones partidarias para elegir candidatos y coaliciones                             |
| 2 de octubre               | Primera vuelta de las elecciones                                                          |
| 7 al 28 de octubre         | Publicidad electoral gratuita en radio y televisión relativa a una posible segunda vuelta |
| 30 de octubre              | Posible segunda vuelta electoral                                                          |
| hasta el 19 de diciembre   | Diplomatura de los elegidos por el Tribunal Electoral                                     |

## Candidatos a Gobernador de Roraima
| Gobernador/a                                                                       | Gobernador/a                                                                       | Gobernador/a                                                                       | Vicegobernador/a                                                                   | Vicegobernador/a                                                                   | Vicegobernador/a                                                                   | N.º                                                                                | Coalición / Federación                                                             | Tiempo en franja |
| Candidatos                                                                         | Partido                                                                            | Partido                                                                            | Candidatos                                                                         | Partido                                                                            | Partido                                                                            | N.º                                                                                | Coalición / Federación                                                             | Tiempo en franja |
| ---------------------------------------------------------------------------------- | ---------------------------------------------------------------------------------- | ---------------------------------------------------------------------------------- | ---------------------------------------------------------------------------------- | ---------------------------------------------------------------------------------- | ---------------------------------------------------------------------------------- | ---------------------------------------------------------------------------------- | ---------------------------------------------------------------------------------- | ---------------- |
| Antonio Denarium                                                                   |                                                                                    | PP                                                                                 | Edilson Damião                                                                     |                                                                                    | Republicanos                                                                       | 11                                                                                 | Roraima Trabajando y Dios Bendicion PP, REP, PSD, PRTB, UNIÃO                      | 4:24             |
| Fabio Almeida                                                                      |                                                                                    | PSOL                                                                               | Francisco Wapichana                                                                |                                                                                    | PSOL                                                                               | 50                                                                                 | Federación (PSOL-REDE)                                                             | 0:27             |
| Juraci Escurinho                                                                   |                                                                                    | PDT                                                                                | Lia Michelli                                                                       |                                                                                    | PDT                                                                                | 12                                                                                 |                                                                                    | 0:50             |
| Rudson Leite                                                                       |                                                                                    | PV                                                                                 | Cristina Burger                                                                    |                                                                                    | PV                                                                                 | 43                                                                                 | Federación Brasil de la Esperanza (PT, PV e PCdoB)                                 | 1:48             |
| Teresa Surita                                                                      |                                                                                    | MDB                                                                                | Édio Lopes                                                                         |                                                                                    | PL                                                                                 | 15                                                                                 | Roraima Mucho Mejor MDB, PL, PSB, PMB                                              | 2:28             |
| Presentación según el orden de la propaganda electoral y representación partidaria | Presentación según el orden de la propaganda electoral y representación partidaria | Presentación según el orden de la propaganda electoral y representación partidaria | Presentación según el orden de la propaganda electoral y representación partidaria | Presentación según el orden de la propaganda electoral y representación partidaria | Presentación según el orden de la propaganda electoral y representación partidaria | Presentación según el orden de la propaganda electoral y representación partidaria | Presentación según el orden de la propaganda electoral y representación partidaria | Sobras: 0:03     |

## Candidatos al Senado Federal
| Candidatos                                                                         | Candidatos                                                                         | Candidatos                                                                         | Candidatos                                                                         | Candidatos                                                                         | Candidatos                                                                         | Nª                                                                                 | Coalición / Federación                                                             | Tiempo en franja |
| Senador/a                                                                          | Partido                                                                            | Partido                                                                            | Suplentes                                                                          | Partido                                                                            | Partido                                                                            | Nª                                                                                 | Coalición / Federación                                                             | Tiempo en franja |
| ---------------------------------------------------------------------------------- | ---------------------------------------------------------------------------------- | ---------------------------------------------------------------------------------- | ---------------------------------------------------------------------------------- | ---------------------------------------------------------------------------------- | ---------------------------------------------------------------------------------- | ---------------------------------------------------------------------------------- | ---------------------------------------------------------------------------------- | ---------------- |
| Barto Macuxi                                                                       |                                                                                    | PSOL                                                                               | 1°: Lucía Alberto                                                                  |                                                                                    | PSOL                                                                               | 500                                                                                | Federación (PSOL-REDE)                                                             | 0:11             |
| Barto Macuxi                                                                       | 2°: Irmanio Sarmento                                                               | PSOL                                                                               |                                                                                    |                                                                                    | PSOL                                                                               | 500                                                                                | Federación (PSOL-REDE)                                                             | 0:11             |
| Collares Ozeas                                                                     |                                                                                    | PODE                                                                               | 1°: Fabio Cardoso                                                                  |                                                                                    | PODE                                                                               | 190                                                                                |                                                                                    | 0:16             |
| Collares Ozeas                                                                     | 2º: Maria Negreiros                                                                | PODE                                                                               |                                                                                    |                                                                                    | PODE                                                                               | 190                                                                                |                                                                                    | 0:16             |
| Iran de Oliveira Marinho                                                           |                                                                                    | PDT                                                                                | 1º: Rogerio Ramos                                                                  |                                                                                    | PDT                                                                                | 123                                                                                |                                                                                    | 0:24             |
| Iran de Oliveira Marinho                                                           | 2°: Edvagno Alves                                                                  | PDT                                                                                |                                                                                    |                                                                                    | PDT                                                                                | 123                                                                                |                                                                                    | 0:24             |
| Telmario Mota                                                                      |                                                                                    | PROS                                                                               | 1º: Cel Henrique                                                                   |                                                                                    | PROS                                                                               | 903                                                                                | Cuidemos Roraima para no Parar PROS, PSC                                           | 0:14             |
| Telmario Mota                                                                      | 2º: Frankembergen Galvão                                                           | PROS                                                                               |                                                                                    | PSC                                                                                |                                                                                    | 903                                                                                | Cuidemos Roraima para no Parar PROS, PSC                                           | 0:14             |
| Romero Juca                                                                        |                                                                                    | MDB                                                                                | 1°: Sergio Pillón                                                                  |                                                                                    | MDB                                                                                | 156                                                                                | Roraima Mucho Mejor MDB, PL, PSB, PMB                                              | 1:15             |
| Romero Juca                                                                        | 2º: Plácido Alves                                                                  | MDB                                                                                |                                                                                    |                                                                                    | MDB                                                                                | 156                                                                                | Roraima Mucho Mejor MDB, PL, PSB, PMB                                              | 1:15             |
| Mauricio Costa                                                                     |                                                                                    | PATRI                                                                              | 1°: Reginaldo Silva                                                                |                                                                                    | PATRI                                                                              | 511                                                                                |                                                                                    | 0:10             |
| Mauricio Costa                                                                     | 2°: Ana Alencar                                                                    | PATRI                                                                              |                                                                                    |                                                                                    | PATRI                                                                              | 511                                                                                |                                                                                    | 0:10             |
| Hiran Gonçalves                                                                    |                                                                                    | PP                                                                                 | 1°: Jose Rodrigues                                                                 |                                                                                    | Republicanos                                                                       | 111                                                                                | Roraima Trabajando y Dios Bendicion PP, REP, PSD, PRTB, UNIÃO                      | 2:16             |
| Hiran Gonçalves                                                                    | 2°: Aline Rezende                                                                  | PP                                                                                 |                                                                                    | PRTB                                                                               |                                                                                    | 111                                                                                | Roraima Trabajando y Dios Bendicion PP, REP, PSD, PRTB, UNIÃO                      | 2:16             |
| Ilderson Pereira                                                                   |                                                                                    | PTB                                                                                | 1°: João Salazar                                                                   |                                                                                    | PTB                                                                                | 144                                                                                |                                                                                    | 0:11             |
| Ilderson Pereira                                                                   | 2°: Halison Mendonça                                                               | PTB                                                                                |                                                                                    |                                                                                    | PTB                                                                                | 144                                                                                |                                                                                    | 0:11             |
| Helder Girão                                                                       |                                                                                    | PMN                                                                                | 1°: Alfredo Prym                                                                   |                                                                                    | PMN                                                                                | 333                                                                                |                                                                                    |                  |
| Helder Girão                                                                       | 2°: Regina Aparecida                                                               | PMN                                                                                |                                                                                    |                                                                                    | PMN                                                                                | 333                                                                                |                                                                                    |                  |
| Presentación según el orden de la propaganda electoral y representación partidaria | Presentación según el orden de la propaganda electoral y representación partidaria | Presentación según el orden de la propaganda electoral y representación partidaria | Presentación según el orden de la propaganda electoral y representación partidaria | Presentación según el orden de la propaganda electoral y representación partidaria | Presentación según el orden de la propaganda electoral y representación partidaria | Presentación según el orden de la propaganda electoral y representación partidaria | Presentación según el orden de la propaganda electoral y representación partidaria | Sobras: 0:03     |

## Debates

### Gobernador(a)
| Data                     | Organizadores                           | Mediador(a)        | Denarium (PP) | Juraci (PDT) | Teresa (MDB) | Rudson (PV) | Fábio (PSOL) |
| ------------------------ | --------------------------------------- | ------------------ | ------------- | ------------ | ------------ | ----------- | ------------ |
| 16 de septiembre de 2022 | TV Bandeirantes Roraima                 | Clayton Pascarelli | A             | P            | P            | P           | P            |
| 18 de septiembre de 2022 | TV Cultura Roraima, Folha BV e Folha FM | Getúlio Cruz       | A             | P            | P            | P           | P            |
| 27 de septiembre de 2022 | Rede Amazônica Boa Vista                | Luana Borba        | A             | P            | P            | P           | P            |
| 28 de septiembre de 2022 | Tropical TV e Rádio Tropical            | Leoncio Monteiro   | A             | P            | A            | P           | P            |

### Vicegobernador(a)
| Data                     | Organizadores           | Mediador           | Damião (Denarium) | Francisco (Fábio) | Lia (Juraci) | Cristina (Rudson) | Édio (Teresa) |
| ------------------------ | ----------------------- | ------------------ | ----------------- | ----------------- | ------------ | ----------------- | ------------- |
| 15 de septiembre de 2022 | TV Bandeirantes Roraima | Clayton Pascarelli | A                 | P                 | P            | P                 | P             |

## Resultados

### Gobernador
| Candidatos                | Candidatos                | Candidatos                 | Votos   | %      |
| Gobernador/a              | Gobernador/a              | Vicegobernador/a           | Votos   | %      |
| ------------------------- | ------------------------- | -------------------------- | ------- | ------ |
|                           | Antonio Denarium (PP)     | Edison Damião (REP)        | 163 167 | 56,47  |
|                           | Teresa Surita (MDB)       | Édio Lopes (PL)            | 118 856 | 41,14  |
|                           | Fábio Almeida (PSOL)      | Francisco Wapichana (PSOL) | 3.843   | 1,33   |
|                           | Juraci Escurinho (PDT)    | Lia Michelli (PDT)         | 1878    | 0,65   |
|                           | Rudson Leite (PV)         | Cristina Burger (PV)       | 1.189   | 0,41   |
|                           |                           |                            |         |        |
| Votos válidos             | Votos válidos             | Votos válidos              | 288 933 | 94,94  |
| Votos en blanco           | Votos en blanco           | Votos en blanco            | 3.029   | 1,00   |
| Votos nulos               | Votos nulos               | Votos nulos                | 12 357  | 4,06   |
| Total                     | Total                     | Total                      | 304 319 | 100,00 |
| Registrados/Participación | Registrados/Participación | Registrados/Participación  | 365 395 | 83,28  |

### Senador Federal

Candidato más votado por municipio (15):
Hiran Gonçalves (14 municipios)
Telmario Mota (2 municipios)
Bartô Macuxi (Uiramutã)

| Candidatos                | Candidatos                     | Total   | %      |
| ------------------------- | ------------------------------ | ------- | ------ |
|                           | Hiran Gonçalves (PP)           | 118 760 | 46,43  |
|                           | Romero Juca (MDB)              | 91 431  | 35,75  |
|                           | Telmario Mota (PROS)           | 19 609  | 7,67   |
|                           | Barto Macuxi (PSOL)            | 11 171  | 4,37   |
|                           | Ilderson Pereira (PTB)         | 5.542   | 2,17   |
|                           | Ozeas Collares (PODE)          | 5.393   | 2,11   |
|                           | Iran de Oliveira Marinho (PDT) | 2.822   | 1,10   |
|                           | Mauricio Costa (PATRI)         | 1.052   | 0,41   |
|                           |                                |         |        |
| Votos válidos             | Votos válidos                  | 255 780 | 84,05  |
| Votos en blanco           | Votos en blanco                | 10 203  | 3,35   |
| Votos nulos               | Votos nulos                    | 38 336  | 12,60  |
| Total                     | Total                          | 304 319 | 100,00 |
| Registrados/Participación | Registrados/Participación      | 365 395 | 83,28  |

### Diputados federales electos
Estos son los 8 diputados federales elegidos por el estado de Roraima.
| Candidato                  | Partido      | Votos  | Ciudad natal      | Estado             |
| -------------------------- | ------------ | ------ | ----------------- | ------------------ |
| Jhonathan de Jesús         | Republicanos | 19,881 | Boa Vista         | Roraima            |
| Helena da Asatur           | MDB          | 15.848 | Araguatins        | Tocantins          |
| Duda Ramos                 | MDB          | 14.793 | Benjamin Constant | Amazonas           |
| Stélio Dener               | Republicanos | 14.193 | Boa Vista         | Roraima            |
| José Francisco Albuquerque | Republicanos | 14,015 | Moraújo           | Ceará              |
| Antonio Carlos Nicoletti   | UNIÃO        | 10,969 | Ijuí              | Río Grande del Sur |
| José Figueiredo Campos     | PSD          | 10,361 | Cuiabá            | Mato Grosso        |
| Raimundo Diniz             | UNIÃO        | 8.243  | Boa Vista         | Roraima            |

#### Por Partido/Federación
| N.º                       | Partido                                          | Votos   | %      | Escaños | ±           |
| ------------------------- | ------------------------------------------------ | ------- | ------ | ------- | ----------- |
| 10                        | Republicanos (REP)                               | 68.229  | 23,36  | 3       | 2           |
| 15                        | Movimento Democrático Brasileiro (MDB)           | 49.286  | 16,87  | 2       | 2           |
| 44                        | Unión Brasil (UNIÃO)                             | 41.831  | 14,32  | 2       | 1           |
| 55                        | Partido Social Democrático (PSD)                 | 29.968  | 10,26  | 1       | Sin cambios |
| 22                        | Partido Liberal (PL)                             | 27.213  | 9,32   | 0       | 1           |
| 11                        | Progresistas (PP)                                | 25.389  | 8,69   | 0       | 1           |
| 19                        | Podemos (PODE)                                   | 16.201  | 5,55   | 0       | Sin cambios |
| 18                        | Red de Sostenibilidad (REDE)                     | 13.046  | 4,47   | 0       | 1           |
| 90                        | Partido Republicano de Orden Social (PROS)       | 4.561   | 1,56   | 0       | Sin cambios |
| 33                        | Partido de la Movilización Nacional (PMN)        | 3.192   | 1,09   | 0       | Sin cambios |
| 13                        | Partido de los Trabajadores (PT)                 | 2.513   | 0,86   | 0       | Sin cambios |
| 35                        | Partido de la Mujer Brasileña (PMB)              | 1.579   | 0,54   | 0       | Sin cambios |
| 14                        | Partido Laborista Brasileiro (PTB)               | 1.290   | 0,44   | 0       | Sin cambios |
| 12                        | Partido Democrático Laborista (PDT)              | 1.272   | 0,44   | 0       | Sin cambios |
| 77                        | Solidaridad (SD)                                 | 1.089   | 0,37   | 0       | 1           |
| 23                        | Ciudadanía (Cidadania)                           | 757     | 0,26   | 0       | Sin cambios |
| 28                        | Partido Renovador Laborista Brasileño (PRTB)     | 712     | 0,12   | 0       | Sin cambios |
| 51                        | Patriota (PATRI)                                 | 710     | 0,24   | 0       | Sin cambios |
| 50                        | Partido Socialismo y Libertad (PSOL)             | 695     | 0,24   | 0       | Sin cambios |
| 27                        | Democracia Cristiana (DC)                        | 694     | 0,24   | 0       | Sin cambios |
| 20                        | Partido Social Cristiano (PSC)                   | 570     | 0,20   | 0       | Sin cambios |
| 43                        | Partido Verde (PV)                               | 564     | 0,19   | 0       | Sin cambios |
| 45                        | Partido de la Social Democracia Brasileña (PSDB) | 129     | 0,04   | 0       | 1           |
|                           |                                                  |         |        |         |             |
| Votos válidos             | Votos válidos                                    | 291.714 | 95,86  |         |             |
| Votos en blanco           | Votos en blanco                                  | 7.055   | 2,32   |         |             |
| Votos nulos               | Votos nulos                                      | 5.550   | 1,82   |         |             |
| Total                     | Total                                            | 304,319 | 100,00 | 8       | Sin cambios |
| Registrados/Participación | Registrados/Participación                        | 365,395 | 83,28  |         |             |

### Diputados estatales electos
| Candidato               | Partido      | Votos | Ciudad natal         | Estado             |
| ----------------------- | ------------ | ----- | -------------------- | ------------------ |
| Francisco Sampaio       | Republicanos | 8.746 | Pedreiras            | Maranhão           |
| Joilma Teodora          | PODE         | 7.658 | Quixaba              | Pernambuco         |
| Marcos Jorge            | Republicanos | 7.624 | Río de Janeiro       | Río de Janeiro     |
| Tayla Peres             | Republicanos | 7.292 | Boa Vista            | Roraima            |
| José Loureiro Neto      | PMB          | 7.053 | Manaus               | Amazonas           |
| Aurelina Medeiros       | PP           | 6.959 | Morada Nova          | Ceará              |
| Catarina Guerra         | UNIÃO        | 6.939 | Boa Vista            | Roraima            |
| Francisco Mozart        | PP           | 6.661 | Fortaleza            | Ceará              |
| Jorge Everton           | UNIÃO        | 6.627 | Aracaju              | Alagoas            |
| Renato Silva            | PROS         | 6.331 | Boa Vista            | Roraima            |
| Marcelo Cabral          | Cidadania    | 5.862 | Boa Vista            | Roraima            |
| Antônio Eduardo Filho   | PODE         | 5.276 | Ipaporanga           | Ceará              |
| Idazio Chagas           | MDB          | 5.039 | Dom Pedro            | Maranhão           |
| Lucas Souza             | PROS         | 4.591 | Boa Vista            | Roraima            |
| Gerson Chagas           | PRTB         | 4.579 | Porto Xavier         | Río Grande del Sur |
| Eder Barcelos           | PSD          | 4.490 | São Gabriel da Palha | Espírito Santo     |
| Angela Águida Portella  | PP           | 4.475 | Caçador              | Santa Catarina     |
| Francisco Cláudio       | UNIÃO        | 4.320 | Lavras da Mangabeira | Ceará              |
| Gabriel Picanço         | Republicanos | 3.861 | Nhamundá             | Amazonas           |
| Marcinho Belota         | PRTB         | 3.549 | São Paulo            | São Paulo          |
| Meton Melo Maciel       | MDB          | 3.412 | Crateús              | Ceará              |
| Rárison Barbosa         | PMB          | 3.200 | Caracaraí            | Roraima            |
| Isamar Pessoa           | PSC          | 3.145 | Boa Vista            | Roraima            |
| Armando do Carmo Araujo | PL           | 3.046 | Boa Vista            | Roraima            |

#### Por Partido/Federación
| Partidos                  | Partidos                                         | Votos   | %      | Escaños | +/–         |
| ------------------------- | ------------------------------------------------ | ------- | ------ | ------- | ----------- |
| 10                        | Republicanos (REP)                               | 40.909  | 13,84  | 4       | 1           |
| 11                        | Progresistas (PP)                                | 28.034  | 9,48   | 3       | 2           |
| 44                        | Unión Brasil (UNIÃO)                             | 26.942  | 9,12   | 3       | 3           |
| 15                        | Movimento Democrático Brasileño (MDB)            | 25.353  | 8,58   | 2       | Sin cambios |
| 35                        | Partido de la Mujer Brasileña (PMB)              | 24.641  | 8,34   | 2       | 1           |
| 90                        | Partido Republicano de Orden Social (PROS)       | 22.140  | 7,49   | 2       | 2           |
| 19                        | Podemos (PODE)                                   | 21.538  | 7,29   | 2       | 1           |
| 28                        | Partido Renovador Laborista Brasileño (PRTB)     | 20.801  | 7,04   | 2       | Sin cambios |
| 22                        | Partido Liberal (PL)                             | 15.085  | 5,10   | 1       | 1           |
| 20                        | Partido Social Cristiano (PSC)                   | 14.549  | 4,92   | 1       | 1           |
| 55                        | Partido Social Democrático (PSD)                 | 12.246  | 4,14   | 1       | 1           |
| 23                        | Ciudadanía (CIDADANIA)                           | 11.389  | 3,85   | 1       | Sin cambios |
| 77                        | Solidaridad (SD)                                 | 9.602   | 3,25   | 0       | 3           |
| 33                        | Partido de la Movilización Nacional (PMN)        | 5.785   | 1,96   | 0       | Sin cambios |
| 13                        | Partido de los Trabajadores (PT)                 | 5.251   | 1,78   | 0       | 1           |
| 18                        | Red de Sostenibilidad (REDE)                     | 3.150   | 1,07   | 0       | Sin cambios |
| 40                        | Partido Socialista Brasileño (PSB)               | 2.299   | 0,78   | 0       | 1           |
| 43                        | Partido Verde (PV)                               | 1.961   | 0,66   | 0       | 1           |
| 12                        | Partido Democrático Laborista (PDT)              | 1.306   | 0,44   | 0       | Sin cambios |
| 14                        | Partido Laborista Brasileño (PTB)                | 679     | 0,23   | 0       | Sin cambios |
| 50                        | Partido Socialismo y Libertad (PSOL)             | 549     | 0,19   | 0       | 1           |
| 45                        | Partido de la Social Democracia Brasileña (PSDB) | 447     | 0,15   | 0       | Sin cambios |
| 65                        | Partido Comunista de Brasil (PCdoB)              | 89      | 0,03   | 0       | 1           |
|                           |                                                  |         |        |         |             |
| Votos válidos             | Votos válidos                                    | 294.885 | 96,90  |         |             |
| Votos en blanco           | Votos en blanco                                  | 4.171   | 1,37   |         |             |
| Votos nulos               | Votos nulos                                      | 5.263   | 1,73   |         |             |
| Total                     | Total                                            | 304.319 | 100,00 | 24      | Sin cambios |
| Registrados/Participación | Registrados/Participación                        | 365.395 | 83,28  |         |             |